# Mario Labroca
Mario Labroca (Roma, 22 de novembre de 1896 - 1 de juliol de 1973) fou un compositor, organitzador musical i crític italià.
Estudià amb Ottorino Respighi i Gian Francesco Malipiero, i es graduà en el Conservatori de Parma el 1921, però el seu treball en favor de la música moderna s'acostà més a Alfredo Casella. Participà activament en els afers de la Corporazione delle Nuove Musiche i la secció italiana de la ISMC, i mostrà el mateix zel com a director de la divisió de música de la Direzione Generale dello Spettacolo, adscrita al Ministeri de la Cultura Popular, així com més tard en el seu lloc com a director del Teatre Comunale, Florència (Maggio Musicale Fiorentino), 1936-44.
Posteriorment, fou director del Teatro alla Scala de Milà (1947-49), i director del departament de música de la ràdio italiana (1949-58). El 1959 el centre de la seva activitat es mudava a Venècia, on ajudà a organitzar, entre altres esdeveniments, els festivals de Venècia. En la dècada de 1960 també ensenyà història de la música Italiana en la Universitat per a Estrangers de Perusa.
Malgrat de la seva gran activitat com a crític, i com organitzador de la música. Documentat en la seva vàlua incalculable, fou director de la revista L'usignolo di Boboli. Labroca va escriure un bon nombre de composicions, almenys en la primera part de la seva carrera. El seu estil en un primer moment seguí la del seu mestre Malipiero: la Ritmi di marcia i Suite per a piano contenen acerbitats in-equivocadament Malperians.
També ho és el Quartet de Corda Vivace, encara que els mètodes rítmics i formals Labroca són més ortodoxes, menys capriciosos i improvisats. Durant la dècada de 1920 feu una breu associació amb Renzo Massarani i Vittorio Rieti en un grup que s'autodenominà I Tre, a imitació de Les Six. A diferència de Rieti, tanmateix, mai revelà clares influències franceses en la seva música.